# Impressão digital do dispositivo
Uma impressão digital de dispositivo ou impressão digital de navegador (em inglês device fingerprint) são informações coletadas sobre  um dispositivo remoto de computação para fins de identificação. As impressões digitais podem ser utilizadas totalmente ou parcialmente para identificar usuários individuais ou dispositivos, mesmo quando os cookies estiverem desativados.
Informações básicas de navegador web tem sido recolhidos pelos serviços de web analytics, em um esforço para medir com precisão o tráfego da web real humano e descontar de diversas formas fraude do clique. Com a ajuda de linguagens de scripts do lado do cliente, coleção de mais esotéricos parâmetros é possível.A assimilação de tais informações em uma única cadeia de caracteres compreende uma impressão digital de dispositivo. Em 2010, a EFF mediu pelo menos 18.1 bits de entropia possível a partir da impressão digital de navegador, mas isso foi antes dos avanços da impressões digitais de canvas, que afirma adicionar outros 5.7 bits.
Recentemente, essas impressões digitais tem se mostrado útil na detecção e prevenção de roubo de identidade e fraude de cartão de crédito online. Na verdade, impressões digitais do dispositivo podem ser usadas para prever a probabilidade de se os usuários irão cometer fraude com base em suas sinal de perfil, antes mesmo que eles tenham cometido fraude.
Antes do início de 2017, impressões digitais do dispositivo foram limitadas a únicos navegadores. Se um usuário mudasse de navegadores regularmente, a impressão digital não poderia ser utilizada para vincular o usuário para estes browsers.[carece de fontes?]
Um método de impressão digital independente de navegador foi publicado, que permite o acompanhamento de um usuário em vários navegadores no mesmo dispositivo.

## Essenciais
A motivação para o conceito de impressão digital de dispositivo deriva do valor forense de digitais humanas. No caso "ideal", todas as maquinas web clientes teriam um diferente valor de impressões digitais (diversidade), e esse valor nunca iria mudar (estabilidade). Sob esses pressupostos, seria possível exclusivamente para distinguir entre todas as máquinas em uma rede, sem o consentimento explícito dos próprios usuários.
Na prática, nem a diversidade nem a estabilidade é plenamente atingível, e melhorar um tem uma tendência a afetar negativamente o outro.

## Limitações
Coleta de impressões digitais do dispositivo de clientes da web (software navegador) baseia-se na disponibilidade de JavaScript ou linguagem de scripts similares no lado do cliente para a obtenção de adequada de um grande número de parâmetros. Duas classes de usuários com limitação de scripts do lado do cliente são aqueles com dispositivos móveis e aqueles que executam um software de privacidade ou de extensões de navegador que bloqueia os anúncios e rastreadores.
Uma outra questão é que um único dispositivo pode ter vários navegadores instalados, ou até mesmo vários sistemas operacionais virtuais. Como cada cliente e SO distintos tem parâmetros internos distintos, pode-se alterar a impressão digital do dispositivo simplesmente executando um navegador diferente no mesmo computador, a menos que uma nova  técnica de impressão técnica independente de navegador seja utilizada. [carece de fontes?]

## Críticas
Os consumidores e os seus grupos de defesa de direitos pode considerar rastreamento secreto ser uma violação da privacidade do usuário. Especialistas de  Segurança de computadores podem considerar a facilidade de extração em massa de parâmetros ser uma falha de segurança do navegador.